# Calathea marantina
Calathea marantina är en strimbladsväxtart som först beskrevs av Carl Ludwig von Willdenow och Friedrich August Körnicke, och fick sitt nu gällande namn av Karl Heinrich Koch. Calathea marantina ingår i släktet Calathea och familjen strimbladsväxter. Inga underarter finns listade.